# Даллас (Північна Кароліна)
Даллас (англ. Dallas) — місто (англ. town) в США, в окрузі Ґестон штату Північна Кароліна. Населення — 5927 осіб (2020).

## Географія
Даллас розташований за координатами 35°19′5″ пн. ш. 81°10′59″ зх. д. / 35.31806° пн. ш. 81.18306° зх. д. (35.317935, -81.183183).  За даними Бюро перепису населення США в 2010 році місто мало площу 7,54 км², з яких 7,53 км² — суходіл та 0,00 км² — водойми.

## Демографія
Згідно з переписом 2010 року, у місті мешкало 4488 осіб у 1792 домогосподарствах у складі 1195 родин. Густота населення становила 596 осіб/км².  Було 2003 помешкання (266/км²).
Расовий склад населення:
| - 76,4 % — білих - 15,9 % — чорних або афроамериканців - 0,6 % — азіатів - 0,4 % — корінних американців - 4,9 % — осіб інших рас |

До двох чи більше рас належало 1,8 %. Частка іспаномовних становила 8,0 % від усіх жителів.
За віковим діапазоном населення розподілялося таким чином: 26,0 % — особи молодші 18 років, 61,9 % — особи у віці 18—64 років, 12,1 % — особи у віці 65 років та старші. Медіана віку мешканця становила 34,9 року. На 100 осіб жіночої статі у місті припадало 91,1 чоловіків;  на 100 жінок у віці від 18 років та старших — 86,6 чоловіків також старших 18 років.
Середній дохід на одне домашнє господарство  становив 47 860 доларів США (медіана — 34 770), а середній дохід на одну сім'ю — 64 291 долар (медіана — 50 163). Медіана доходів становила 39 509 доларів для чоловіків та 37 179 доларів для жінок. За межею бідності перебувало 16,4 % осіб, у тому числі 12,4 % дітей у віці до 18 років та 23,7 % осіб у віці 65 років та старших.
Цивільне працевлаштоване населення становило 1944 особи. Основні галузі зайнятості: виробництво — 20,4 %, освіта, охорона здоров'я та соціальна допомога — 19,2 %, мистецтво, розваги та відпочинок — 14,5 %, науковці, спеціалісти, менеджери — 11,5 %.